# Saïd al-Ghazzi
Said Al-Ghazzi (en arabe : سعيد الغزي) né le 11 juin 1893 à Damas et mort dans la même ville le 18 septembre 1967 est un  avocat et homme politique, deux fois premier ministre, et ministre des affaires étrangères de Syrie. Il fait partie des élites ottomanes.   

## Biographie

### Ses débuts
Said Al-Ghazz est né à Damas où il  étudie à l'école pour garçon Maktab Anbar, Il poursuit ensuite ses études à l'Institut ottoman de droit d'Istanbul, puis à la Faculté de droit de l'Université syrienne. Après avoir obtenu son diplôme, il ouvre un cabinet d'avocat avant d'entrer en politique.

### Sa carrière
En 1928, il rejoint les rangs du Bloc national. Peu de temps après, il est nommé à l'assemblée constitutionnelle et participe la même année à la rédaction de la première constitution syrienne sous la direction d'un membre de sa famille, le leader nationaliste Fawzi Al-Ghazi.   
À l'arrivée des nationalistes au pouvoir en 1936, le Premier ministre Jamil Mardam Bey le nomme ministre de la Justice, un poste qu'il occupe ensuite à deux autres reprises, en 1945 et en 1948. 

Au début des années 40, il perd l'appui des nationalistes  après avoir affiché son soutien pour le président désigné par la France, Taj al-Dinn al-Hasani. Mais il est présent sur la liste électorale de Shukri al-Kuwatly en 1943 ; Al-Ghazzi est si populaire lors de ces élections qu'il obtient un score plus élevé que Kouatli lui-même.

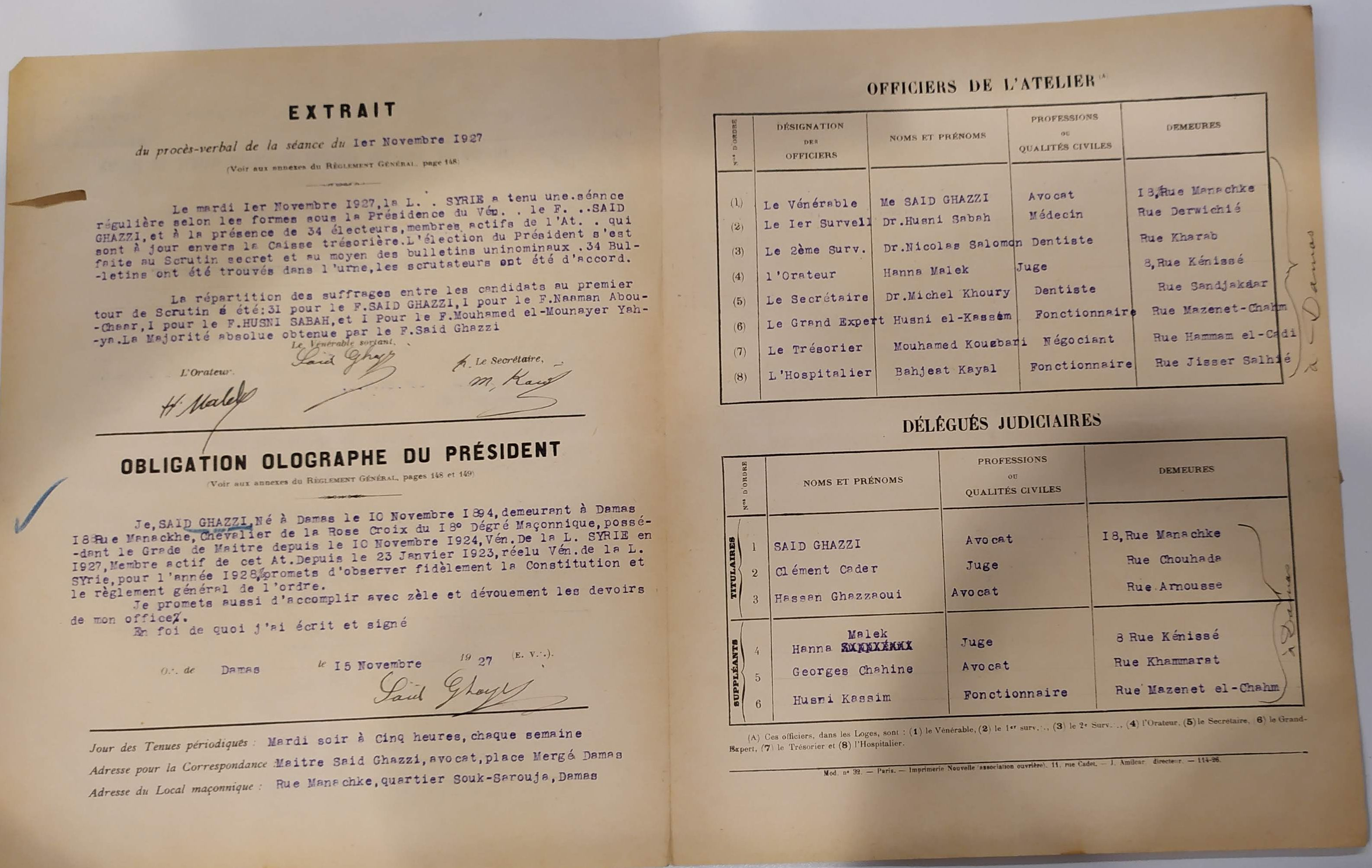
College des officiers 1927 Loge Syrie, vénérable maitre Said Al Ghazi

Reconnu comme libéral et indépendant, cela en fait un favori par temps de crise et il  est nommé à la tête du gouvernement en 1954, portefeuille qu'il prendra en charge ainsi que celui des Affaires Etrangères.   
En 1956, il participe à la ligue arabe au Caire et intervient sur la politique de la France en Algérie.  
Dans la même année, il démissionne de son poste de premier ministre.  
Le 28 septembre 1961, Said Al-Ghazzi est élu représentant de Damas au Parlement syrien, et son nom est proposé pour la présidence de la république. Cependant, le pouvoir militaire soutient à ce poste le Dr Nazem al-Qudsi , qui devient ainsi président de la République en décembre 1961.  
Le 13 septembre 1962, Said Al-Ghazzi est élu président du Parlement jusqu'à l'arrivée au pouvoir du parti Baas le 8 mars 1963.  
Période à partir de laquelle un isolement civil est imposé à tous ceux qui sont accusés d'avoir participé à ce qu'on appelait alors le crime de séparation. Cet isolement civil, émis par le Conseil du commandement révolutionnaire, empêche tous une série de politiciens d'occuper des postes gouvernementaux et à se présenter à de nouvelles élections. Dans ce contexte, Said Al-Ghazzi retourne à son métier d'avocat initial. 
Membre de la franc-maçonnerie comme une grande partie de l'élite syrienne au pouvoir au XXe siècle,  Il est initié le 30 mars 1923 au sein de la loge « Syrie » à Damas, sous juridiction du Grand Orient de France ; dans la même année il participe au collège des officiers et devient vénérable maître de la loge en 1927. Il évolue également dans les hauts grades maçonniques, ou il est reçu Chevalier Kadosh, 30e degré du  Rite écossais ancien et accepté, il est élu grand maitre adjoint de la Grande Loge provinciale de Syrie sous juridiction du Grand Orient d’Égypte en 1938.